# Mortal Kombat II
« Mortal Kombat 2 » redirige ici.  Pour le film de 2025, voir Mortal Kombat 2 (film).
Mortal Kombat II, communément abrégé MKII, est un jeu vidéo de combat développé par la société américaine Midway Manufacturing Company et initialement sorti en novembre 1993 sur borne d'arcade,. Il s'agit du second titre de la série Mortal Kombat.

## Contenu
Le jeu est présenté la première fois au salon AMOA Show le 21-23 octobre 1993 à Anaheim,,. Pour l'occasion, Midway présente à son stand les artistes Daniel Pesina et Anthony Marquez, qui ont respectivement interprété Johnny Cage et Kung Lao, pour exécuter quelques mouvements issus du jeu. Mortal Kombat II est développé sur arcade et testé sous différentes versions. La première révision arcade est la version 1.1, le jeu comprend presque tous les coups mais les fatalités ne fonctionnent pas. Les deux boss de fin ont un niveau de difficulté très élevé. La version 1.4 inclut l'indicateur « Danger » et de nouveaux coups pour Mileena et Kung Lao. La version 2.1 est la première version officielle du jeu, elle comprend de courtes séquences de fin pour les personnages, des fatalités activées plus l'ajout des Friendship et Babality. Smoke et Jade sont rajoutés comme personnages secrets. La version finale (3.1), ajoute Noob Saibot comme personnage secret, plus de fatalités, l'ordinateur qui gère les personnages est amélioré et plus de sang sont affichés,.
Mortal Kombat II est publié sur Mega Drive, Game Gear et Super Nintendo en Amérique du Nord et en Europe le 9 septembre 1994,,. Le titre est publié à la même date sur le territoire japonais mais uniquement sur Mega Drive. La version japonaise Super Famicom est publiée le 11 novembre 1994, elle porte le titre de Mortal Kombat II: Kyuukyoku Shinken (モータルコンバットII 究極神拳). Cette a version subi la censure de la part de Nintendo Japon, la couleur du sang est modifiée et apparaît en vert, au lieu du rouge dans la version originale. Mortal Kombat II existe aussi sur 32X, cette version comporte peu de différences avec la version Mega Drive, elle se démarque surtout par les aspects techniques. Les couleurs sont plus vives sur 32X et les sprites sont plus détaillés et plus gros. La version Amiga du jeu souffre de long temps de chargement, en raison de son support disquette et de la protection de l'Amiga empêchant l'installation du soft sur le disque dur,.
Mortal Kombat II comprend cinq nouveaux personnages (Baraka, Jax, Kitana, Kung Lao et Mileena), pour un total de douze combattants. Sonya Blade et Kano, les deux personnages du premier épisode, n'apparaissent pas dans la liste des personnages jouables. Ils peuvent être aperçus dans l'arène de Shao Kahn. Le jeu contient également trois personnages cachés. Smoke et Jade sont deux des trois personnages secrets, ils apparaissent lors de certains combats en plein début avec un indice laissé au joueur. Une configuration est alors requise pour que le joueur puisse combattre l'un de ces deux personnages secrets. Le troisième personnage caché est Noob Saibot, il sera nécessaire au joueur de remporter 50 rounds (soit 25 combats) à la suite pour pouvoir l'affronter,.
Le gameplay se compose de deux boutons pour les coups de poing (coup normal et coup fort), deux pour les coups de pied (normal et fort) et d'un bouton pour le blocage. Le blocage peut être exécuté dans une position haute ou basse. D'autres mouvements se déclenchent via diverses combinaisons : l'uppercut, le coup de pied circulaire et le balayage. Les manipulations incluent aussi les coups spéciaux, tels que les boules de feu. Mortal Kombat se démarque des autres jeux de combat par les fatalités, qui peuvent être infligées en toute fin de combat à son adversaire dès l'apparition du texte (ainsi que de la voix) « FINISH HIM/HER!! ». Mortal Kombat II reprend le système de fatalité du premier épisode et se diversifie avec de nouvelles fatalités, tout d'abord le « Babality », transformant l'adversaire en bébé, et le « Friendship », où chaque personnage possède sa propre scène,.

## Synopsis
Après sa défaite, Shang Tsung supplie son maître, Shao Kahn, d'épargner sa vie. Il lui dit que l'invitation pour le tournoi Mortal Kombat ne peut être refusée, et que si le tournoi a lieu dans l'Outre Monde, les guerriers du Royaume de la Terre doivent être présents. Kahn est d'accord sur ce principe et redonne santé et jeunesse à Tsung. Il prolonge l'invitation de Raiden, qui de son côté invite ses combattants à se joindre à lui, et tous se rendent dans l'Outre Monde. Le tournoi est dangereux car Shao Kahn a l'avantage d'être dans son élément, et une victoire du Royaume du Mal déséquilibrerait la situation et permettrait aux forces maléfiques de submerger la Terre.
L'histoire suit celle du premier opus, et globalement, cet épisode est plus riche que le précédent.

## Personnages
| Nouveaux personnages | Anciens personnages                                                   | Personnages non-jouables                                                                                                  |
| --- | --------------------------------------------------------------------- | --- |
| - Baraka - Jax - Kitana - Kung Lao - Mileena - Reptile | - Johnny Cage - Liu Kang - Sub-Zero - Scorpion - Shang Tsung - Raiden | - Jade (personnage caché) - Noob Saibot (personnage caché) - Smoke (personnage caché) - Kintaro (boss) - Shao Kahn (boss) |
| Arènes : - « The Dead Pool » : un bassin d'acide surmonté d'un pont ; - « Kombat Tomb » : monument tombal avec des piques au plafond ; - « Wasteland » : les prairies abandonnées de l'Outre-Monde ; - « The Tower » : un monastère habité par des Prêtres de l'Ombre ; - « Living Forest » : une forêt avec des arbres vivants ; - « The Armory » : une fonderie décorée avec des armes ; - « The Pit II » : un pont au-dessus du vide ; - « The Portal » : un tourbillon servant de passerelle entre les Mondes ; - « Kahn's Arena » : arène extérieure semblable au Courtyard de Shang Tsung ; - « Goro's Lair » : stage caché, lors d'un combat contre un personnage caché ; - « The Blue Portal » : stage caché, lors d'un combat contre un personnage caché, seulement sur Mega Drive. |                                                                       | |

## Nouveautés dansMKII
- À mesure que la technologie et l'expérience de Midway Manufacturing Company s'améliorait, la résolution des personnages ainsi que des stages s'est peaufinée ; Les animations sont plus fluides, plus rapides, plus réactives. Les couleurs et les détails sont plus riches. Là encore, c'est la technique des images numérisées qui a été utilisée (en filmant des acteurs, voir le casting plus bas), hormis pour Kintaro, qui lui a été créé par stop-Motion, comme ce fut le cas pour Goro dans Mortal Kombat.
- C'est le premier jeu d'arcade à utiliser le système DCS de William au lieu du Yamaha sound board, moins performant. Il en sera de même avec les prochains jeux d'arcade de la série Mortal Kombat.
- Les combattants ont désormais plusieurs fatality, plusieurs mouvements spéciaux, et des fatalités de stage été ajoutée dans The Pit II, The Kombat Tomb et The Dead Pool.
- En plus des fatality, les combattants ont désormais deux options non violentes : les babality (le perdant est transformé en bébé) et les friendship (le perdant est ridiculisé par diverses actions humoristiques). Leur fonctionnement est le même que pour les fatality, à savoir une manipulation rapide après le fameux message Finish Him(/Her) !
- Le mini-jeu Test Your Might a disparu.
- Le système de score a également été enlevé, et seuls les combats gagnés consécutivement comptent.

## Casting
Ci-dessous les acteurs qui ont permis la création des personnages selon la technique des images numérisées :
- Richard Divizio : Baraka
- John Parrish : Jax
- Katalin Zamiar : Kitana, Mileena, Jade
- Anthony Marquez : Kung Lao
- Daniel Pesina : Reptile, Johnny Cage, Sub-Zero, Scorpion, Noob Saibot, Smoke
- Ho Sung Pak : Liu Kang
- Dr. Phillip Ahn, M.D. : Shang Tsung
- Carlos Pesina : Raiden
- Richard Divizio : Kano
- Elizabeth Malecki : Sonya Blade
- Brian Glynn, et voix de Steve Ritchie : Shao Kahn

## Accueil

### Critiques
Le mensuel Super Power attribue une note moyenne de 93, le titre possède une « maniabilité quasi parfaite » malgré « quelques imperfections » et un « excellent environnement sonore » pour l'aspect technique audio. Nintendo Player met en avant la numérisation des personnages comme point fort du jeu avec comme seul point faible, selon le magazine, les musiques qui « ne sont pas franchement fabuleuses ». En conclusion, Nintendo Player place Mortal Kombat II parmi les meilleurs jeux de combat de la Super Nintendo.
Le numéro de septembre 1994 du magazine Console+ donne la note de 92% au portage Mega Drive (testeurs Niiico et Spy), et 93% au portage Super Nintendo (Spy et Sam). 

### Ventes
Mortal Kombat II connaît un succès immédiat, dès la première semaine de sa sortie, le jeu enregistre des ventes à 50 millions de dollars, « la plus grand introduction d'un jeu vidéo de l'histoire » selon l'éditeur Acclaim Entertainment. La distribution de plus de 2,5 millions d'exemplaires pour environ 15 000 magasins a nécessité 65 camions et 11 Jumbo Jet. La société WMS Industries, propriétaire de Midway Games durant les années 90, déclare que ses ventes de 1993 au cours du trimestre se terminant le 31 décembre étaient passées de 86 millions à 101 millions de dollars, et qu'une grande partie de son gain de revenus était liée à la vente de Mortal Kombat II.